# Resolució 1884 del Consell de Seguretat de les Nacions Unides
La Resolució 1884 del Consell de Seguretat de les Nacions Unides fou adoptada per unanimitat el 27 d'agost de 2009. Després de recordar les resolucions anteriors sobre Israel i el Líban, incloses les resolucions 425 (1978), 426 (1978) i 1583 (2005), el Consell va estendre el mandat de la Força Provisional de les Nacions Unides al Líban (UNIFIL) durant un any més fins al 31 d'agost de 2010.
El Consell va convidar a totes les parts interessades a respectar el cessament de les hostilitats i tota la Línia Blava i les va instar a cooperar plenament amb les Nacions Unides i la UNIFIL i respectar escrupolosament la seguretat del seu personal, evitant qualsevol acció que posi en perill aquest personal i d'acord amb la plena llibertat de circulació dins de l'àrea de funcionament de la Força.
A més, el Consell també va convidar a les parts a que cooperessin plenament amb el Consell de Seguretat i el Secretari General per aconseguir un alto el foc permanent i una solució a llarg termini, tal com es preveia en la resolució 1701 (2006), i va subratllar la necessitat d'un major progrés en aquest respecte.
El Consell també va acollir amb beneplàcit els esforços de la UNIFIL per aplicar la tolerància zero en la política d'explotació sexual.
Finalment, la resolució va concloure subratllant la importància d'una pau justa i duradora a l'Orient Mitjà basada en les resolucions pertinents del Consell de Seguretat, incloses les 242 (1967) i 338 (1973).